# SpaceX CRS-4
SpaceX CRS-4, també coneguda com a SpX-4, va ser el sisè vol de la nau espacial de subministrament Dragon de SpaceX, el cinquè vol oficial del coet de dos etapes Falcon 9 en versió 1.1, i la quarta missió operacional de SpaceX contractada per la NASA sota un contracte de Commercial Resupply Services. El llançament va ser programat pel 6 d'abril de 2014, amb el possible acoblament a l'estació en 2 dies més tard, el 8 d'abril de 2014 i estava previst tornar a la Terra el 8 maig de 2014, però finalment va ser llançat el 21 de setembre de 2014 i va arribar a l'estació espacial el 23 de setembre de 2014.